# Arens-Produkt
Das Arens-Produkt, benannt nach Richard Arens, ist eine Konstruktion aus der mathematischen Theorie der Banachalgebren. Genaugenommen handelt es sich dabei um zwei Produkte auf dem Bidualraum {\displaystyle A''} einer Banachalgebra {\displaystyle A}, die das auf {\displaystyle A} gegebene Produkt fortsetzen, wenn man {\displaystyle A} vermöge der natürlichen Einbettung {\displaystyle A\rightarrow A''} als Unterraum von {\displaystyle A''} auffasst. Beide Produkte machen {\displaystyle A''} zu einer Banachalgebra. Stimmen die beiden Produkte überein, so nennt man die Ausgangsalgebra {\displaystyle A} Arens-regulär.

## Konstruktion

### Erstes Arens-Produkt
Es sei {\displaystyle A} eine Banachalgebra, {\displaystyle A'} ihr Dualraum und {\displaystyle A''} ihr Bidualraum. Wie üblich wird {\displaystyle A} vermöge der isometrischen Einbettung
{\displaystyle \Phi :A\rightarrow A'',\,\Phi (a):=\Phi _{a}:A'\rightarrow \mathbb {K} ,\,\Phi _{a}(f):=f(a)}
als Unterraum von {\displaystyle A''} aufgefasst. Die Konstruktion eines Produktes auf {\displaystyle A''} erfolgt in drei Schritten:
1. Für {\displaystyle x\in A} und {\displaystyle f\in A'} wird {\displaystyle fx\in A'} definiert durch {\displaystyle (fx)(y):=f(xy),\,y\in A}.
2. Für {\displaystyle F\in A''} und {\displaystyle f\in A'} wird {\displaystyle Ff\in A'} definiert durch {\displaystyle (Ff)(x):=F(fx),\,x\in A}.
3. Für {\displaystyle F,G\in A''} wird {\displaystyle FG\in A''} definiert durch {\displaystyle (FG)(f):=F(Gf),\,f\in A'}.

Die so definierte Verknüpfung {\displaystyle (F,G)\mapsto FG} auf {\displaystyle A''} heißt das erste Arens-Produkt. Man kann zeigen, dass es sich tatsächlich um eine assoziative Multiplikation handelt, die {\displaystyle A''} zu einer Banachalgebra macht. Im Folgenden sei {\displaystyle A''} stets mit dieser Multiplikation versehen. Die leicht nachzurechnende Formel {\displaystyle \Phi (ab)=\Phi (a)\Phi (b)} zeigt, dass dadurch das auf der Ausgangsalgebra gegebene Produkt fortgesetzt wird, wenn man {\displaystyle A} wie oben erwähnt als Teilmenge von {\displaystyle A''} auffasst.

### Zweites Arens-Produkt
Das zweite Arens-Produkt ergibt sich aus dem ersten, indem man obige Konstruktion auf die Gegenalgebra {\displaystyle A^{op}} anwendet und anschließend erneut zur Gegenalgebra übergeht, d. h. man bildet {\displaystyle ((A^{op})'')^{op}}. Auch das kann man wieder als eine dreistufige Konstruktion beschreiben:
1. Für {\displaystyle x\in A} und {\displaystyle f\in A'} wird {\displaystyle xf\in A'} definiert durch {\displaystyle (xf)(y):=f(yx),\,y\in A}.
2. Für {\displaystyle F\in A''} und {\displaystyle f\in A'} wird {\displaystyle fF\in A'} definiert durch {\displaystyle (fF)(x):=F(xf),\,x\in A}.
3. Für {\displaystyle F,G\in A''} wird {\displaystyle F\cdot G\in A''} definiert durch {\displaystyle (F\cdot G)(f):=F(fG),\,f\in A'}.

Wieder ist hierdurch eine Multiplikation definiert, die diejenige von {\displaystyle A} fortsetzt und {\displaystyle A''} zu einer Banachalgebra macht.

## Arens-Regularität
Während das erste Arens-Produkt ohne Verknüpfungszeichen geschrieben wurde, haben wir zur Unterscheidung einen Punkt für das zweite Arens-Produkt gewählt. Schon Arens hat in der grundlegenden Arbeit gezeigt, dass {\displaystyle FG=F\cdot G}, falls einer der Faktoren aus {\displaystyle A}, das heißt aus {\displaystyle \Phi (A)\subset A''}, ist. Im Allgemeinen stimmen die beiden Arens-Produkte nicht überein. Das führt zu folgender Definition:
Eine Banachalgebra heißt Arens-regulär, wenn das erste und zweite Arens-Produkt auf {\displaystyle A''} übereinstimmen, das heißt falls {\displaystyle FG=F\cdot G} für alle {\displaystyle F,G\in A''}.
Eine Banachalgebra {\displaystyle A} ist genau dann Arens-regulär, wenn für jedes {\displaystyle f\in A'} der durch {\displaystyle T_{f}(a):=fa} definierte lineare Operator {\displaystyle T_{f}:A\rightarrow A'} schwach kompakt ist.

## Beispiele

### Gruppenalgebren
Ist {\displaystyle G} eine lokalkompakte Gruppe, so ist die Gruppenalgebra {\displaystyle L^{1}(G)} genau dann Arens-regulär, wenn {\displaystyle G} endlich ist. Insbesondere ist die Faltungsalgebra {\displaystyle \ell ^{1}(\mathbb {Z} )} ein Beispiel für eine nicht-Arens-reguläre Banachalgebra.

### C*-Algebren
S. Sherman und Z. Takeda haben gezeigt, dass C*-Algebren stets Arens-regulär sind, dass sich die Involution der C*-Algebra auf den Bidual fortsetzt und dieser dadurch ebenfalls zu einer C*-Algebra wird, sogar zu einer Von-Neumann-Algebra. Weiter kann gezeigt werden, dass diese mit der einhüllenden Von-Neumann-Algebra übereinstimmt.

## Eigenschaften

### Approximation der Eins
Eine Banachalgebra {\displaystyle A} hat genau dann eine beschränkte rechts-Approximation der Eins, wenn {\displaystyle A''} ein rechts-Einselement hat. Daraus folgt:
Eine Arens-reguläre Banachalgebra {\displaystyle A} hat genau dann eine beschränkte Approximation der Eins, wenn {\displaystyle A''} ein Einselement hat.

### Kommutativität
Kommutativität vererbt sich nur im Falle der Arens-Regularität auf den Bidual.
Ist {\displaystyle A} eine kommutative Banachalgebra, so ist  {\displaystyle A''} genau dann kommutativ unter einem der Arens-Produkte, wenn {\displaystyle A} Arens-regulär ist.

### Vererbungseigenschaften
Es sei {\displaystyle A} eine Arens-reguläre Banachalgebra, {\displaystyle B\subset A} eine abgeschlossene Unteralgebra und {\displaystyle I\subset A} ein abgeschlossenes zweiseitiges Ideal. Dann sind auch {\displaystyle B} und {\displaystyle A/I} Arens-regulär.
Ist {\displaystyle K} ein kompakter Hausdorffraum und {\displaystyle A} eine Banachalgebra, so ist die Banachalgebra {\displaystyle C(K,A)} der stetigen Funktionen {\displaystyle K\rightarrow A} mit den punktweise erklärten Verknüpfungen genau dann Arens-regulär, wenn {\displaystyle A} Arens-regulär ist. Aus der Arens-Regularität von {\displaystyle A} folgt also die Arens-Regularität des injektiven Tensorproduktes {\displaystyle C(K)\otimes _{\varepsilon }A}, denn letzteres stimmt mit {\displaystyle C(K,A)} überein. Das projektive Tensorprodukt Arens-regulärer Banachalgebren ist im Allgemeinen nicht wieder Arens-regulär.